# 殲鬼戦記ももたま
『殲鬼戦記ももたま』（せんきせんきももたま）は、黒乃奈々絵の漫画作品。『月刊コミックブレイド』（マッグガーデン刊）2005年12月号から2009年7月号まで連載し、8月号から休載していた。2011年7月25日からMAG Garden コミックオンライン内「WEBコミック Beat's」で隔月（後に毎月）更新で連載を再開し、2015年2月25日に完結した。
本作は、日本のおとぎ話である『桃太郎』を題材にした漫画作品である。舞台は現代だが「桃源島」と呼ばれる島がメインで、日本本土の様子はあまり描かれない。登場するキャラクターのファッションや携帯電話など、現代的な日本の文化が描かれる。

## あらすじ
初代桃太郎が鬼を退治した後より、代々その血を継ぐ歴代の桃太郎が統治する桃源島は、鬼を倒す能力を持つ「殲鬼師」たちが住む外界から隔絶された島。そこへ「鬼の末裔」だと名乗る9歳の少年・陸奥九世が現れる。一族の悲願成就を願う陸奥九世は、「殲鬼師」を養成する桃源殲鬼学校に一年生として潜り込む。

## 登場人物
陸奥九世（むつ ここのせ）
本作の主人公。9歳。“鬼”の末裔を名乗る陸奥家の九代目。一年生。一年一組。
尊大な言動が多いが、知識、精神、行動力は一般的な9歳児を遥かに凌駕し、状況判断にも優れる漢。三白眼で悪人顔が得意。陸奥家の悲願成就を背負い、桃源丸に密航して桃源島へ。その尋常ならざる不遜な態度を駆使して、桃源殲鬼学校に入り込む。那智に一目惚れし、妻になれと宣言している。強い霊感を有しており、そのため島に行く前は霊退治を請け負っていたらしく、その種の知識には特に詳しい。また、弓術からサバイバル術、小型船舶の操縦など様々な技能を持つ。本人曰く「神に急成長を約束されている」だが、それでも現時点では非力な9歳児でしかなく、ももたまによる変身もできない自分自身にいら立つ事もある。タイプカードで「桃のカード」を引き当て、孝一朗との魂結びを成功させ魂主となる。血液が鬼を凶暴化させる効果を持っているが鬼には受け入れられないなど、その潜在能力は本人にも未知数。一部の女子からは「ココちゃん」と呼ばれ、可愛がられている。魂結びの魂魄交換によって孝一朗と入れ替わることができる。
態度「俺様!!」な部分は半分は地だが、本来は心優しく母親である八重を陸奥家の宿命である「苦の連鎖」から解き放つことも目的のひとつだった。桃源島の真実を知ると共に長門と和睦、新・桃太郎ことトキワに対して宣戦布告する。鬼ヶ島・鬼道の封印が解かれた際に、日本本土に帰還するがその際に自身が初代・桃太郎たる「鬼一桃伯／桃夭」の魂10%を受け継ぐ「真の待ち人」である事が判明した。決戦後は実家を神社として再建することとなる。
鬼一桃伯／桃夭（きいち とうはく／とうよう）
陸奥家の「初代」にして鬼ヶ島を封じた陰陽師。女性。待ち人たる“桃太郎”本人であるが、自らの子孫に「鬼の末裔」と言う嘘を伝える事で家を存続させるなど、必要な事の為なら手段を選ばない性格。九世と同じ魂の90%を持つ。
九世と融合し、主導権を握って「鬼」と対峙するが、最終的には「鬼」と共に眠りに就く。

香椎守（かしい まもる）
20歳。一年生。一年一組。九世のルームメイトにして下僕。トレードマークはソフトモヒカンと眼鏡で喫煙者。殲鬼師としては「猿」の才能があり、タトゥーは左の二の腕。
実家は寺であり、その影響か霊感が強い。新入生のなかでは九世とともに霊感が特に強いとされる（ただし、他にも霊感がある者はいる）。
自転車とバイク以外の乗り物に弱く、船に乗った際は船酔いしていた。自作歌詞を携帯電話に保存しているが九世に貸した際に見られてネタにされる。惚れっぽく、結乃に好意を寄せるのみならず、由良にも気がある様子。朝ご飯は食べない派。あだ名はカッシー（結乃命名）。
性格は三枚目のへたれで極度のマイナス思考。面倒くさいことに関わらないようにしているが、桃源丸に密航した九世を助けたことが縁で下僕にされ、なにかと巻き込まれる羽目に。また、小さな頃から霊を見ていた為、死という概念に関して諦観の念を持つ。教師からは「優等生」であると言われているが前述の諦観から、最初のうちはももたまを食べても変身できなかった。霊感によって離れていても鬼の位置を知ることができ、九世にも「タダ者じゃないオーラ」を感じ取っている。
だが在島審査中に起きたクーデター＆侵略事件の際、「結乃を守りたい」と変身に成功した後の実力は高く「猿」としての能力を使いこなし（変身はできないと思いこんでいたが授業はそこそこ聞いていたらしい）、初戦で霧島彰二（二年生トップ5）を打ち破り、二年女子を中心に「大モテ期」に突入するが、九世の宣戦布告の後には「ダチ（九世）とは戦えない」「孝一朗を殺すなんて納得がいかない」と言いながら中立でいようとしたが、由良からも頼みこまれ、れお、ケイタ、ブゥに「あんな奴（トキワ）の言う事なんて納得いかない」と言われた事で九世側についた。
鬼ヶ島・鬼道の封印が解かれた際に日本本土に帰還するが、その際に自身が初代・桃太郎たる「鬼一桃伯／桃夭」の見つけ出した「鍵の者」であることが判明し、実家の地下祭壇に祀られた神「気吹戸主尊」より力の一部たる浄化の矢を授けられる。決戦後は寺から神社に戻った実家を継ぐこととなり、勉強中。結乃にも再度告白し、婚約。5年後には結婚式を翌月に控えていた。
気吹戸主尊（イブキドヌシノミコト）
禊祓を司る「祓戸四柱大神」の一柱。風ノ神。

桃源長門（とうげん ながと）
23歳。表向きは39代目桃太郎だが、実は初代“犬”「タオラン（桃狼）」の生まれ変わり。桃源殲鬼学校の理事長だったが、クーデターと侵略事件の後に解任される。他者の記憶を操作する能力を持つが、それを行うたびに対象の「負の意識」を取りこんでしまう（特に孝一朗の記憶を操作すると厄種と呼ばれるガン細胞の様な物に身体を蝕まれる）。
孝一朗の魂主。孝一朗からは「リジ先生」、那智からは「パパ様」と呼ばれている。那智の父親で外見は年齢通りの青年だが、孝一朗の精神世界や元老院による「裁判」の時には12・3歳の少年の姿になっていた。
殆どの女性が放っておけない程の美形（但し、ミリアスには唯一相手にされなかった）。髪の毛の色は桃色（本人いわく「卑猥な色」）、右目の下に泣きぼくろがひとつ。何故か常に軍服を着ている。かなりのサディストで、気に入らないものには平気で暴力を振るうタイプ。九世曰く「タダの餓鬼」。理事解任後、理事代行となった孝一朗に代わって暫定的に一年一組を担当するが、那智や武蔵からは最初から当てにはされないほど教師としての能力は無い。
800年前、鬼の魂を人の器（後の孝一朗となる赤子）に封じる際「桃太郎の受けた呪い」を魂結びによって肩代わりしてしまう。以後、桃源島で転生（初代“犬”からナガトまで6回）を続けながら孝一朗を見守っていた。
九世に「島の真実」を告げ、トキワに「孝一朗を殺させない為」に共闘する事となる。しかし、孝一朗の暴走を抑える為の肩代わりをした影響で死期が迫っており、7年後に九世と那智の子として自身が転生するまでの間、孝一朗共々地下結界に封印される事を選ぶが、暴走した孝一朗に外へ連れ出される。
現在は完全体となった「鬼」に身を蝕む厄種を取り除かれて行動を共にし、「鬼」の側について戦うが、香椎によって呪いの象徴である魂ノ緒を破壊されたことで、自らの記憶を封じ、死を選んだ。
桃狼（タオラン）
元々は仙境を守っていた巨大な狼の姿をした霊獣。長く主の留守を守る間に実体を失い仙境の「桃の化身」となっていたところを桃伯に拾われ、人の器を得た。
桃源トネ（とうげん トネ）
ナガトの一代前の前世で、150年程前に35代目桃太郎だった女性の人格。この頃に孝一朗に対して決定的な執着を持つようになり、桃源島を自分と孝一朗だけが住む場所にしようとした。しかし、その為に元老院からの交換条件として挙げられた条件「二人の間で子を為す」を果たせず、失意の内に自殺同然に世を去った。ナガトとして転生してからも孝一朗に再会するまでは「トネ」の人格が支配していたが過去に孝一朗が前世での「自分（トネ）の事を絶対忘れない」という約束を覚えていなかった事に悲観して（尤も、約束を信じ記憶消去を施したのは他ならぬトネ自身）、彼の目の前で自殺を図った。この時に右目を失明し現在は義眼となっている他、右手には大きな傷跡があり手袋をしている。そして孝一朗に救助された時に「桃源長門」としての人格が誕生した。実年齢と本人が認識している年齢に差が生じているのはこの為。奇しくも九世の言う通り、「図体だけのガキ」だったことが明らかとなる。
桃源加古胤（とうげん カコツグ）
ナガトの二代前の前世で、当時は孝一朗とは「兄弟」として暮らしていた。だが、島の権益を狙う本土の役人によって孝一朗が肉体をバラバラに刻まれた際にその痛みを魂結びで伝えられたショックで死亡した。その肉体はナガト以前の前世三人（うち一人はトネ）と共に島内の「天坑」の中で保存されていた。最終決戦時にはナガトの分身体として殲鬼師たちとも戦う。決戦後カコツグの肉体にナガトの魂が宿って復活したが、「孝一朗に関する記憶」だけを封じられた状態。長年記憶操作をされていた意趣返しを含めた孝一朗の頼みで「5年後に封印を解く」ことになっている。本人としては本来の精神年齢にふさわしい身体となったが、娘である那智と同年代となっている。

桃源那智（とうげん なち）
9歳。三獣衛士の“雉”にして、初代“雉”「キギス」の生まれ変わり。長門の娘（23-（9+1）=13歳頃?）であり、40代目桃太郎を継ぐ予定。髪の毛の色は桃色。右目の瞼にほくろがひとつ。
九世同様に子供離れした言動が目立ち、彼女の場合は雰囲気や立ち居振る舞いは大人の女性そのものである。満足に話せなくなった武蔵の意思の代弁者で、有事の際には武蔵に代わって那智が島の指揮を執っていた。孝一朗が許婚だとされるが、初対面で九世に「妻になれ」と言われた時はまんざらでもない態度を見せており、クーデター＆侵略事件を経て相思相愛の関係となる。長門と同じく前世において初代・桃太郎と「魂結び」していた影響か島とリンクしている様で、島が傷つくと「身還り」と呼ばれる現象が起こる。また、ももたまを食べて力を使う度に「身還り」の症状によって足が動かなくなっていくというリスクを背負っている為、普段は武蔵から力を使う事を固く禁じられている。変身した際には、初代“雉”の名に恥じぬ身の丈を遙かに上回る「巨大な刃の翼」を持つ。
「トネ」によるナガトの自殺未遂を記憶操作で消しきれなかった為、自殺しかけたのは那智だと孝一朗は認識しており、その為に孝一朗の前では右目が見えないふりをしていた。
キギス
翼を持つ山伏姿の青年。両脚は無く、膝から下は刀が取り付けられている。鬼の化身でもある“狗”を「自身の子」でもあると認識していた。

桃源武蔵（とうげん むさし）
68歳。桃源長門の祖父。元37代目桃太郎。三獣衛士の“猿”にして、初代“猿”「晶猿（ショウエン）」の生まれ変わり。右眉の上にほくろがひとつ。
原因は不明だが3年前に病を患い、初登場の時点では療養中だった（長門、那智の例から彼の病も「身還り」の影響と思われる）。その影響で喋る事が出来ない状態。弱ってもなお衰えない気迫の持ち主で、それには長門ですら威圧される。しかし普段は長門の奔放さに振り回される事が多い。那智には「ヒジ様（ひいおじい様の略）」と呼ばれる。クーデター＆侵略事件の最中に容体が悪化し、死ぬ直前に輪廻を捨てて島ウサギであり那智と武蔵の愛兎のキヌの体に精神を宿す事で生き延びる。
いきなり現われた「待ち人・トキワ」に困惑しつつも従っていたが、島に点在する「天坑」内部でトキワの正体を看破し、反旗を翻す。
最終決戦後、半年ほどの間、主だった後処理を終えた後、キヌの身体から出て転生の輪に戻った。
キヌ
2歳。島ウサギのメス。武蔵と那智の愛兎。強い霊力を持つ。親を鬼に取り込まれ、1羽だった所を武蔵に拾われる。転生を回避するために桃源武蔵の精神が宿っていたが、決戦後に武蔵が転生の輪に戻ったため、普通のウサギに戻る。
晶猿（しょうえん）
別名・晃猴王（ファンハオワン）。その元身は塩の結晶を操る猿の霊獣だった。タオラン、キギスと違い初代の器は「女性」で桃源島成立後に子を産み、桃源家を立てた。

大和孝一朗（やまと こういちろう）
33歳。教師。一年一組担任。三獣衛士の“犬”。純粋な性格で人の良い正義漢だが、すぐ人に騙される。あだ名は「コウ先生」。長門と九世の魂誉。魂結びの魂魄交換によって九世と入れ替わると傲岸不遜な「俺様!!孝一朗」になる。
“すぐ泣く島の最終兵器”と呼ばれるほどしょっちゅう泣いている。額の中央にホクロ。好きな物は動物、嫌いな物はイジメ。島の最終兵器と言われるに値する実力を持っており、狂鬼撃退の役割も担う。長門が理事長でなくなった今、彼が理事長代理を務めている。
実は遙か昔に鬼の肉体として捧げられた、鬼の魂が封じられた鬼の化身そのものであり、額のホクロは鬼に憑依された痕。ナガトの前世・加古胤（カコツグ）の時代に本土から来た役人の企みで身体を切り刻まれており、その際に魂の90%を新たに作りだした胎芽に分割して移し、孝一朗（当時は孝）の身体には鬼の魂の約10%が封じられた状態となっていた。鬼の力によって強力な回復力や不老不死の体を得ている。寿命がない状態となっているためか、生物にとって重要な欲求でもある「性欲」が全く理解できず、前述のトネの求愛にも答えられなかった。
800年もの間島で生き続けているが、長門の記憶操作によって記憶を消され続けている為、自分は普通の人間だと思い込んでいる。
回想シーンでは幼い頃は「狗（コウ）」という名前で「母（長門の前世のひとつ）」と共に島で暮らし、徒鬼と仲良くしていたせいで「鬼狗（オニイヌ）」と呼ばれ人間から蔑まれる日々を送っていた。そこで悲しむ狗を見かねた母が「孝」という名前を与え（同時に記憶を操作し）、彼を人間にした。
800年に渡って記憶操作を受けてきたが、徐々に効果が薄れているのか（もしくは別の要因で）操作された「過去の記憶」を取り戻しつつあり、長門と共に地下結界に封じられる際にはほぼ全ての記憶を取り戻していた。これに関しては「鍵の者」であった香椎守との接触が原因だった。
長門と共に地下への封印を受けるが、長門の死を認められず封印を突破。狂鬼を率いて桃学を目指すが、トキワを隠れ蓑にしていた魂90%体に融合させられて「完全体」となる。東京湾入口にて殲鬼師たちと戦うが、鍵の者である香椎。そして待ち人として覚醒した九世に追い詰められた「鬼」を内側から押さえ込み、戦いを終わらせる一助となった。決戦後、「鬼」の手で桃源島内に放棄されていた「子供」の身体に魂を移されて復活し、カコツグの身体に宿ったナガトと共に島で暮らす。
君川結乃（きみかわ ゆいの）
15歳。一年生。一年一組。由良のルームメイト。一人称は「ゆいの」。愛らしい容姿と小悪魔的な性格の持ち主。Aカップの貧乳。あだ名は「ゆいのん」。殲鬼師としては「犬」の才能があり、タトゥーは右の胸元。痴漢撃退の為にキックボクシングを習った経験を持ち、その腕前はかなりのもの。
普段は猫を被って男をはべらせているが、思ったことはすぐに口に出す喜怒哀楽が激しい性格で、負けず嫌い。しかし、長良と入れ替わった由良を見て最初は混乱するものの、事情を聞いた後は「ゆららんはゆららんデショ?」とありのままに相手を受け入れられる大らかさも見せた。抜き打ち試験の結果いち早く「犬」のソウルタイプを発現し現在、学年トップの勲章を持つ。長門に憧れを抱き「ナガト様」と呼んでいるが、彼の本性は知らない。
金持ちを装っているが家は貧しく、美しさを失った母の代わりに援助交際で金を稼がされている。言わば今の性格は男受けする為に自ら作った「作り物の性格」であり、自分の全てを認めて誰かに褒めて貰える事を切望している。クーデター＆侵略事件で香椎の実力を見せ付けられてから、その「外見ではない自分の全て」を認められた証である勲章を彼に奪われてしまうのではないかと危惧し、以来香椎には対抗心を抱いている。
九世との戦いが始まってから、一年生も部隊として編成されたらしく二年同様の軍服姿で行動している。依存する相手をナガトからトキワに切り替えており、なにやら危うさが増している。トキワから渡された「（2年生の「力」を奪い凝縮した）珠」を呑み、それまでとは比べ物にならない力を振るうがその力に耐え切れずに自滅。現在意識不明。
鬼ヶ島・鬼道の封印が解かれた際に響兄妹の手で脱出されようとしていたが、「対香椎守用の駒」として鬼に捕らわれ、最終決戦時に再び香椎と対峙するが、香椎の手で救出される。決戦後は援助交際からは手を引き、読モに応募などしていた。別居中だが、仕事に出るようになった母親との関係も良好。救出の際に告げられた香椎の告白は覚えていたが、忘れたふりして発破をかけて再度告白させた上で承諾。5年後には結婚式を翌月に控えていた。
響由良（ひびき ゆら）
留年生。一年一組。長良の妹にして彼の魂主。結乃のルームメイト。一人称は「僕」。あだ名は「ゆららん」（結乃命名）。殲鬼師としては「猿」の才能を持ち、タトゥーは左手の掌。
多少お堅い性格ではあるものの、いつもニコニコとして口調も丁寧な大人びた少女だが、内面を見せない謎めいた部分を持つ。普段は隠れているが、バストは90cmで結乃より巨乳。親友の結乃に対して特別な感情を抱いている節が見られ、香椎にライバル宣言をしている。
魂主と魂誉の「危険回避のため一定時間互いの魂魄を入れ替えられる」という特性を利用したい為に長良とちょくちょく体を交換し合っており、長良が彼女の体に入るとより女の子らしくなる。男子には大人気だが、結乃には「キモイ」と言われた。
魂主になれるのは原則として“一年生のみ”の為、由良は3回目の“一年生”を演じている事になってはいるが、実際には二年生に対しても指揮官的立場であり、他にも理由があると思われる。
九世の宣戦布告から一ヶ月後、トキワ直属の「猿」となってLIVEは無関係に通常時に長良と入れ替わって行動している。曰く、彼女の家は桃源島でも最も古い家系の一つらしく、その面立ちには「初代“猿”」の器となった女性の面影がある。一族の定めとしてトキワに逆らう訳にはいかない様だが「結乃を巻き込む事」には疑問を感じており、香椎に「九世側に着く事」を頼みこんだ。
実はトキワの正体を疑っており、本土の監察機関や武蔵とも示し合わせていたため、鬼ヶ島・鬼道の封印が解かれた際には救援の船団と合流して行動した。本土に渡った後は対徒鬼戦部隊で守の補佐（本人の言によると九世の補佐が良かったらしい）を務める。
決戦後は代議士秘書を務めている。結乃とは良き友人としてのスタンスを貫いているが、いざとなると香椎が割り込むすきがないほどべったりしている。
服部摩耶（はっとり まや）
教師。一年二組担任。雉組担当。スタイルの良い美人。間延びした口調が特徴的。
優しげな外見とおっとりした口調の癒し系だが、キレると恐ろしい。また、「如何なる人質であろうとも救出はせず、敵ごと海に沈めるのが唯一の選択」という桃源島の掟を一片の躊躇も容赦もなく実行出来る冷徹さも合わせ持つ。好物はラングレイの焼いたアップルパイ（作中では正確には「ピーチパイ」）。実力は未知数だが、霧島曰く「雉最強」と謳われているらしい。番長こと番田雪風の魂誉。決戦から2年後に番長と結婚、5年後には懐妊していた。
キース＝ラングレイ
保健の先生。元アメリカ軍人。猿組担当。料理が上手い（本格派）。長門からは「ランちゃん」と呼ばれる。善良で優しい人。髭を剃ると意外と若々しい。
トキワと長門、九世との対立後、れお、ケイタ、ブウの三人を連れて九世たちと合流した。
決戦後は医者を続けているが、霧島の「作品」に度々出演させられている。
響長良（ひびき ながよし）
教師。由良の兄にして彼女の魂誉。二年生の雉組を担当。由良とは正反対の性格をしたオカマ。教師でありながら徘徊癖がある。
由良と同じく魂主と魂誉の特性を利用して体を交換し合っているが、彼の場合は由良の体で名前は自分のまま（「ながら」と読みは変えている）アイドルとして定期的にLIVEを開き、ファンからは「ナギー」と呼ばれ絶大な支持を得ている。そんな一方、由良が彼の体に入ると男前になり、女子には大人気だが香椎には「キザ野郎」と呼ばれた。ちなみに由良の身体を使っている時にももたまで変身すると翼ではなく、蝶の様な羽が生えた姿になる。
九世の宣戦布告から一ヶ月後、トキワ直属の「雉」となってLIVEは無関係に通常時に由良と入れ替わって行動している。一見トキワ相手にミーハー丸出しでおもねっているが、部下に対しての配慮のない物言いには考える所がある模様。
決戦後は舞台演出家となっており、「彼氏」もできたらしい。
ケイタ
一年生。一年二組。ソウルタイプは「犬」。九世をいじめた三人組の1人。小学生。抜き打ちテストで九世に助けられてからは彼の友人となる。
トキワと九世達との戦いが始まってからは暫くはトキワ側にいたが、隙を窺ってラングレイの手引きで九世側に付く。
れお
一年生。一年二組。ソウルタイプは「雉」。九世をいじめた三人組の1人。小学生。抜き打ちテストで九世に助けられてからは彼の友人となる。
トキワと九世達との戦いが始まってからは暫くはトキワ側にいたが、隙を窺ってラングレイの手引きで九世側に付く。
ブゥ
一年生。一年二組。ソウルタイプは「猿」。九世をいじめた三人組の1人。小学生。太り気味の体型で走るのが苦手。抜き打ちテストで九世に助けられてからは彼の友人になる。
トキワと九世達との戦いが始まってからは暫くはトキワ側にいたが、隙を窺ってラングレイの手引きで九世側に付く。
最終話（5年後）ではケイタやれおと共に高校生になっている。ブゥは肥満を解消した逞しい体つきに成長していた。
番長／番田雪風（ばんちょう／ばんだ ゆきかぜ）
留年生。一年一組。昭和半ばの「バンカラ」がそのまま生き延びたかの様な人物。ソウルタイプに関して「猿」に非常に固執しているが、あまり適性はない様子。パッと見単なる出オチキャラだが、クーデター＆侵略事件の際には結乃に結構深い事を語った。服部摩耶の魂主。最終決戦から2年後に結婚。5年後の最終話でもバンカラスタイルのままだった。
霧島彰二（きりしま しょうじ）
二年生。二年二組副委員長。坊主頭の美少年。ソウルタイプは「雉」で、二年生トップ5に入る殲鬼師。ミリタリー趣味を持ち、己を含め、桃源殲鬼学校に所属する者を階位をつけて呼ぶ（例：霧島少尉、ラングレイ少佐、総統、大和中将、摩耶大佐）。
元軍人であるラングレイに興味を持つ。旅団「ハニーフォックス」と内通し、クーデターを起こす。島を囲む結界の“壁”に居たトキワから色々なことを聞いた様子で、長門の境遇に関しては同情的な見解を持っていた。香椎に敗れた後は記憶を消されて島から追放、本土の監視施設にいるとされていたが、実家伝手に療養施設に入っていた。桃源島にいた間の記憶を失くした状態でふさぎこんでいたが、テレビに流れる日本に現れた徒鬼と戦う香椎守の顔を見て「コイツの顔を覚えている」と気付く。
香椎が“力”を授かるべく神域に赴いている場を訪ね。覚醒した香椎の手で記憶の封印を解かれる。最終決戦ではラングレイを魂主として魂誉となって戦った。
決戦後は映像作家となるが、ラングレイを役者として度々起用している。
ミリアス＝ソレイシィ
旅団「ハニーフォックス」の旅団長にして、戦艦「ファースト」の艦長。元アメリカ軍人で、元の階級は少尉。ブロンドの美女。右頬に軍人時代に負った傷痕がある。マッチョ以外は男とは認めない主義で、長門や霧島を「お嬢さん」呼ばわりしていた。
桃源島の乗っ取りを画策し、旅団を従えて来襲する。ストーカーの気があり、自らが執着するラングレイを10年にわたって捜し続けていた（当人曰く「これは愛だ」との事）。事件解決後は記憶を消されたと思われるが、詳細は不明。
陸奥八重（むつ やえ）
陸奥九世の母。非常に美しい女性だが、まさに「この親にしてこの子あり」な性格。九世には「八重」と名前で呼ばれている。九世によると身体の一部が欠損・機能しない「苦の連鎖」と呼ばれるモノが家系に存在し、それが原因で盲人だが、これらは初代である“桃太郎”が自分自身にかけた呪いが原因。およそ100年に一度、身体に欠損・不具のない子が生まれ、その子が歴代の正式な当主となる。
トキワの正体に気付いた武蔵の要請を受け、香椎の父と共に救助船団を率いて現れた。決戦後、「苦の連鎖」から解き放たれたことで生まれてから初めて己の目で我が子を見る。
香椎守善（かしい しゅぜん）
香椎守の父親。見た目はそっくりだが、眉が太い。香椎の態度から父親と同一視されるのが嫌で意図的に整えている模様。妻が息子を身ごもった際に［お告げ］を受けており、20年かけて様々な準備を重ねてきた（救助船団の半数は香椎家の手配）。
実家である寺は本来神社であり、明治の神仏分離令の際にお告げを受けた当時の神主が寺に変えていた。決戦後は徒鬼に破壊された寺を神社として再建した。
トキワ
初代“桃太郎”の生まれ変わり。一見明るい少年だが、その眼には一切の感情が感じられない。桃源島が長年待ち続けてきた「待ち人」「救い人」（ナガト曰く忌み人）だが、霧島とミリアスを利用して起こしたクーデター＆侵略事件のドサクサに紛れて島に上陸した。
桃太郎であった時の記憶や感情は残っておらず、あくまで「情報」として引き継いだだけに過ぎないと供述している。それに従って行動すれば全てカタがつくと考えている様子で、九世を「ニセモノ」、タオランを「化け物」呼ばわりしたり、鬼である孝一朗を殺す事や島の住人に関しては他人事の様な感覚で、「面倒くさい宿題」程度に考えている風があり、それゆえに自らを、「情」と言う縁を「断ち切る刃」と称する。
九世の宣戦布告から一か月の間に大勢の殲鬼師を「魂誉」にして支配している。配下の魂誉の質を上げる為に大多数の殲鬼師から力を奪い取り、その力に「潰れる」のも構わず結乃に与えるなど島の住民すら「消耗品」扱いする。
実はその肉体は生きてはいない死体で、後述の「子供」の操り人形であった。
子供
トキワが連れて来た童女。孝一朗を殺し長門の呪いを解く為に見つけ出され、トキワの転生に合わせて生まれてきたと言うが本人はトキワの傍に侍っているだけで言葉ひとつ発していない。孝一朗はこの子に自分でも理解できない「恐怖」を感じている。
その正体は鬼の魂の残り90%が封じられた、孝一朗の半身とも言うべき存在。ナガトの前世・カコツグの時代に肉体をバラバラに刻まれた。その際、孝とは別の胎芽に魂の大部分を移していた。以後、島を包む結界の縁を漂いながら、孝一朗と接触する機会をずっと窺いつづけ、トキワによって「鬼の魂の大半が封じられているかもしれない」という疑いの目を九世に向けさせた。額には孝一朗と同様に、鬼の魂が封じられた痕が残っている。その正体は神代の頃、イザナギ、イザナミの夫婦神から最初に生み出された神・蛭子神。
ナガトを救命せんと地下結界から脱出して桃学に辿り着いた孝一朗の身体に魂を融合し、「完全体」となる。捕らえた結乃やナガトの前世の身体を利用して戦うが待ち人として目覚めた九世の禊祓によって押さえ込まれ精神世界に立て籠るが、“鬼以外には越えられない障壁”を乗り越えてきた九世と取り込んだはずの孝一朗によって「人への憎しみから生じた厄種」を取り除かれて桃伯と共に眠りに就く。
成人となった孝一朗の身体を必要としていたらしく子供の身体は放棄されていたが、最終決戦後「鬼」の手で孝一朗の魂を宿して復活した。
ちなみに最終決戦時に判明した事実だが、孝一朗の肉体となった赤子は鬼一桃伯（桃夭）の子。すなわち桃夭の子孫である陸奥九世とは世代を挟んだ親戚だったことが明らかとなっている。

## 用語
桃源島（とうげんとう）
元は鬼ヶ島であり、西暦1293年に鬼を退治した桃太郎が国から褒美としてもらった孤島だと言われている。
その子孫である桃源家が桃太郎を継ぎ、「王」として代々治めている。そのため王国とも称される。南北約6km、東西約4km、総面積約24平方km。標高333mの水月山（みぞおちやま）を中心に連なる小山脈を抱える。気候は温暖で常春。島中のあちこちに桃の木が植えられていて、2年も島で暮らすと「水を飲むなら桃を食え」と言う思考になる。
ゲートと呼ばれる結界が張ってあり、容易に進入できないようになっていて、レーダーや人工衛星写真にも写らない。
生活するにおいて十分すぎる施設が存在し、マックや地下ショッピングモールなども備えている。携帯電話は圏外だが、電気屋に持っていくと島内にいる者同士なら使えるよう改造してもらえる。島民の大半が殲鬼学校の「二年生」であり、「殲鬼師」となった事で本来望んだ職に就けなかった者の為、各種職業以外にも創作・エンターテイメント活動を補助するシステムが整備されている。
現在でも鬼が棲みついている。また、原因は不明だが、通常より浮遊霊が多い。九世の言によると、鬼ヶ島だった時期は800余年前で桃太郎によって征伐・封印される。
古来より人質と引き換えに部外者の干渉を受け入れる事は掟として禁じられており、人質諸共敵を海に沈めるのが唯一の選択。
「鬼道」（詳細は後述）を封じられ鬼の魂を孝一朗の体に移した後も分身である子鬼や徒鬼を産み続けている、“鬼の肉体”そのものの島でもある。
桃源丸（とうげんまる）
桃源島と外界を行き来する唯一の手段であるフェリー船。船体が結界でコーティングされており、ゲート通過時は船内に入ることができない。ゲートを開くための「開門印」を備える。
ゲート
桃源島と外界を遮る結界。霊で作られており、触れた物質を消滅させるほど強力。「開門印」がなければ通ることができない。陸奥家の者からは「消失地点（ロストポイント）」と呼ばれている。
鬼
かつて桃源島を支配し、現在も島中に出没する。生身の状態で攻撃しても表面にしかダメージを食らわず、倒すにはももたまを用いて変身しなければならない。“死に人から出来た鬼”。桃が弱点。
徒鬼（あだおに）
通常の鬼。小動物のような小型の体から人型に近い形に変化する。島内のあちこちにある穴「天坑」に潜んでいたりする。その姿は孝一朗の認識によって変化している。例としては当初人間離れした姿が「母」曰く、「人に似た鬼と遊びなさい」と言われた事が切っ掛けで「人に近い姿」となり、孝一朗の親しい人間に似た姿の徒鬼も現われた。
実際には危害を加える様な物ではなく、人や動物に「触れてみたい」だけの存在。だが、人に忌避されたため死体を引きこむようになり、それらの目撃談が大げさに脚色されていた。負の感情を残して死んだ遺体は島そのものである「鬼」の力となる。
狂鬼（あざおに）
非常に巨大で強力な力を持ち、知能も高い鬼。通常は日蝕によって鬼の力が強まるときにのみ、徒鬼が溶けてひとつに合体することで現れる。「鬼哭き」と呼ばれる鳴き声をあげる。本体に戻ろうとして大和孝一朗を追うか、桃学を目指す習性がある。
鬼の首
陸奥家に保管されていた鬼の首。元老院からは生きた化石と呼ばれる。桃源島の鬼の型ではない。

殲鬼師（せんきし）
鬼を倒す能力を持つ者。その才能がある者は、拒否・選択の余地なく国家機密の元に集められ、桃源島において最短4年の任期の間、殲鬼師として訓練を受けなければならない。その才能の有無は、三獣衛士の一人・大和孝一朗の「嗅覚」によって判断される。任務に付いた場合、放棄は許されない。4年の任期を終えると島に残るか、「記憶を消して本土に戻るか」の選択を強いられる。
“生き人のまま鬼になる者”。霊感とはなんら関係のない能力を有する（香椎の霊感が探知能力となる様に全く役に立たない訳ではない）。
ちなみに変身した際の装甲の強度や武器の威力は個々人のもつ鬼力に基づき、人によってかなりの差がある。例として結乃の攻撃では霧島の装甲を破れず逆に損傷したが、香椎の鉄棍は貫く事が出来た（刺さった際には二年生もかなり驚いていた）。変身中のダメージは「受けた衝撃その物」は感知できるが生身の体には影響しない。
ももたま
桃魂。殲鬼師として戦うために必要なもの。食べることで「犬」「猿」「雉」のどれかに変身し、一定時間、鬼の外殻・内殻への直接攻撃が可能になる。「魂結び」の際にも使用される重要なアイテムで只の食べ物ではない。味は桃味。配給制のため、使用の際は消費数を報告する義務がある。
九世によると純粋な霊力である「素霊」で構成されており、これを取り込むことで一時的に鬼と同様の身体になっている。
ソウルタイプ
殲鬼師としてももたまを食べた際に変身できる型で、地の「犬」壁の「猿」天の「雉」の三種類がある（三獣衛士と区別するため、表記の際は「」を付ける）。向き不向きはあるが、基本的にどのタイプにでも変身できる。本能行動や思考パターンなどで変身する傾向が決まる。どのタイプに向くかは抜き打ちテストやカードによって知ることができるが、人によっては振り分けるのが難しい面もあり、一度決めたタイプから転向する者もいる。また、例外的なソウルタイプに「桃（タオ）」がある。
「犬」
ソウルタイプのひとつ。強固なガントレットとブーツを装備し近接攻撃を得意とするパワー系。勇気があり、恐怖に打ち勝つ強靭な精神を持つ者に向く。
「猿」
ソウルタイプのひとつ。天地を有する無重力空間をテリトリーとする檻（鉄格子で囲まれた範囲の慣性力を操る）による防御と伸縮自在の鉄棍を利用した攻撃を行うディフェンス系（攻撃・防御は同時には使えない）。
思い込みが強く、保守的な性格の者に向く。
「雉」
ソウルタイプのひとつ。空を飛ぶことができるスピード系、武器は「翼その物が武器になる者（那智）」や「飛び道具を持つ者（霧島）」など多種多様。機転が利き、広く状況を見渡せる性格の者に向く。
機動力は高いが、ももたまの効果時間を把握していないと大変危険。
「桃（タオ）」
ソウルタイプのひとつ。殲鬼師としての才能は皆無だが、2人以上の魂誉を持つことができる魂主としての資質がある。非常に稀な資質であり、過去確認されているのは初代“桃太郎”のみ。
作中では「陸奥九世」及び「トキワ」が引き当てた。

タイプカード
「犬」「猿」「雉」と3種類のカードがあり、ソウルタイプを決めるために使用される。ただし波長が合う程度の選出しかできず、向いているソウルタイプを確定するものではない。気を抜いて選んだほうが効果があるといわれている。全部で100枚あるが、「犬」「猿」「雉」が33枚ずつ、1枚のみ白紙のカードが入っており、「桃（タオ）のカード」と呼ばれる。
ソウルタトゥー
ソウルタイプの傾向が確定した者にのみ配られるシールタトゥーで、ももたまで変身する際に必要。貼る場所は自由。外枠の加工はOK。それぞれソウルタイプによって固有のマークが決まっている。このタトゥーがない場合はマークが刻まれた特定の場所（訓練用体育館や後述のコンセントルーム）でしか変身できない。
コンセントルーム
島の各所にあり、電話やももたまを支給するパネルなどが設備されている臨時シェルター。場所によっては武器や食料の類も置かれている。また、タトゥーがなくても変身できるよう、3種類のマークがすべて床・天井・壁などに描かれている。
魂結び（たまむすび）
一心同体の主君と従者を決める儀式。お互いのダメージを分割する事が可能で、昔は分割率の基本設定は2人分のダメージ全体を100とした場合、魂主0：魂誉100となっていた。現代では本物の主従関係ではない限り不公平であるのと戦闘中のリスクを軽減出来る為、50:50の割合にしている魂主が殆ど。「桃（タオ）」のソウルタイプなら複数の魂誉（または別の魂主）と均等に分割する事で更にダメージ比率を下げる事が出来る。
契約の解除は魂主側からしかできない。また、殲鬼師同士が戦った場合、魂主が敗れると魂誉が奪われてしまう。そういった危険回避の為に一定時間互いの魂魄を入れ替える事も可能で、響兄妹はこの特性を別件で利用している。
魂主（タマヌシ）
魂結びによって魂誉を自在に操ることができ、原則として「一年生」のみ魂主になる事が認められている。通常は魂誉は1人しか契約できないが、「桃」のソウルタイプの持ち主のみは同時に2人以上の魂誉を持つことができる。
魂誉（タマホメ）
魂結びによって魂主に操作される殲鬼師。基本的に殲鬼師同士なら成立するが、最精鋭である「三年生」は魂誉にしかなれない。
魂の緒（タマノオ）
魂結びの契約によって結ばれる「魂のリード」。魂主の手首には「主の証」として具現化する。九世の数珠、長門の手錠など。

鬼の呪い
初代“犬”は桃太郎と魂結びをしていた為、鬼と取引きをした際にかけられた鬼の呪いを桃太郎の代わりに全て受けてしまい、その呪いは生まれ変わりの長門にまで及んでいる。この呪い自体が魂結びとよく似ており、「鬼の魂を持つ者」と鎖を模した魂の緒で括られている為、「鬼」である孝一朗を殺せば長門も死んでしまう。この影響は長門と同様に初代・桃太郎と魂結びしていた初代の“猿”、“雉”の生まれ変わりである武蔵や那智にも「身還り」や「病」と言う形で表れている。
身還り
ももたまを使う度に体が前世の形に近付いていく、前世の記憶を保持している者特有の症状。今の所この症状は、初代三獣衛士の生まれ変わりのみに表れている模様。足と引き換えに翼を得た初代“雉”の生まれ変わりである那智は、ももたまを使う度に足が動かなくなる。
桃源殲鬼学校（とうげんせんきがっこう）
桃源島にある殲鬼師の学校。通称「桃学」。ただし、学校として機能しているのは一年生のクラスのみで、その実態は軍隊のようなもの。雫型の階級社会を形成し、理事長であり桃源島の「王」である桃太郎を頂点に頂く。その執政システムは下克上を考慮に入れて作られている。校舎は結界により鬼が入れないようになっており、実質上の島の中枢とも言える場所。鬼の出現を感知して、唱歌「桃太郎」が警報として流れ、半径1km内にいる殲鬼師にそれを知らせる。
地下には島と日本とを結び1293年に断たれるまで鬼を成長させてきたエネルギーライン「鬼道」が封じられており、狂鬼が出現する度学校を目指すのは、完全体に再び戻ろうと鬼道を求めている為である。
一年生
殲鬼教育を受ける見習いで60人ほど。新入生全体の1/3程度は留年生。住居は学校内の教室を与えられる（教室を二部屋に仕切った物で基本的にそれぞれ二人部屋）。
留年生
「魂主として優秀な為（個人的な理由もある）」、あえて一年生を続けている者。「ダブラー」とも言われる。
二年生
殲鬼教育を終え、ある程度鬼と戦うことが出来る実力を持つ。4年間の任期を過ぎても島に残ることを選んだ者たちで島民のほとんどがこれに当たる。二年生に昇格して1年経てば、本人の希望と実力（単身カリキュラムを受講し合格する）によって学校外に家や店を持つことができ、これを切っ掛けに結婚する者もいる。軍として階級で言うなら、一般兵から仕官、尉官、特尉官までにあたる。
三年生
エリート中のエリート。軍として階級で言うなら、佐官にあたる。現在は桃源島に3人いるのみ。
教員
桃源殲鬼学校において、殲鬼教育を行う者。軍として階級で言うなら、将官にあたる。写真やビデオ等「姿を記録に残すこと」を禁止されているが（撮影した場合は没収）それは大和孝一朗の為に決められている処置。
元老院
桃源殲鬼学校、ひいては桃源島を動かす中枢の一部。桃源島の「王」が討ち取られた場合、審議によって三獣衛士から次の「王」を選出する。桃源島が作られた時に島に残った者たちの子孫で何人かは武蔵と同じく転生を放棄し、霊獣に宿っている。
三獣衛士（さんじゅうえじ）
桃太郎の僕たる、“犬”・“猿”・“雉”の3人（ソウルタイプと区別するため、表記の際は“”を付ける）。ネクタイを着用する。現在の三獣衛士はそれぞれ、大和孝一朗、桃源武蔵、桃源那智。また、桃源島の「王」が討ち取られた場合、次の「王」となる資格を持ち長門の理事長権限が剥奪された為、大和孝一朗が理事長代行となった（実質的なトップは桃源武蔵）。
理事長
桃源殲鬼学校の理事長。実質上は軍事国家における総統のようなもの。桃源島の「王」であり、代々の桃太郎ないし三獣衛士が継ぐ。島全体の執政も行う。ネクタイを着用をする。現在の理事長は大和孝一朗。

掃除当番
鬼発生の警報（「桃太郎」の童謡）が鳴った場合に、現場に向かう当番。二年生が持ち回りで行う。
殲鬼師の制服
桃源島の殲鬼師たちが着用する特殊な衣料。男女では男は長ズボン、女はハーフパンツという違いがある。オーダーメイドで作られる。一年生の正装。上着の上段はメインパーツであり、学校生活を送る場合は必ず着用しなければならない。メインパーツは「カクシ」とも呼ばれ、見られたくない階級章や資格章をこの下に付ける。学校公認で改造ができる店がある。着ていなくても変身はできるが、着用したまま変身するとメインパーツがソウルタイプに応じて形状を変える。
二年生になると軍服色が強くなり、上着腰部分にベルトやブーツ、ハンチングを身に付けている者が多い。
ネクタイ
桃太郎と三獣衛士の計4人にのみ着用が許されている。これをつけている者は島民を上限5人まで殺せる権限を持つ。
待ち人
武蔵や元老院からは「かの者」、「彼の方」などと呼ばれる（長門にしてみれば「忌み人」）。その正体は鬼の魂が封じられた人間を倒す為に現れる、初代“桃太郎”の生まれ変わり。厳密に言えば、「桃太郎」は島の主となったタオランが改名した物で本来の名は別にある（後述）。
旅団「ハニーフォックス」
ミリアスが軍人時代の部下や志願兵・傭兵で結成した旅団。中東の富豪に造らせた戦艦「ファースト」、駆逐艦二隻などを所有する。

## 既刊
マッグガーデンより、全10巻。1-6巻は「ブレードコミックス」、8-10巻は「MGC WEB COMIC Beat's SERES」のレーベル。
『月刊コミックブレイド』連載分の第1巻-第6巻までは表紙はコミカルな絵柄だったが、『WEBコミックBeat's』連載分の第7巻以降の表紙はシリアスタッチな絵柄となっている。
1. 第1巻（2006年3月10日発行）、ISBN 4-86127-249-1
2. 第2巻（2006年10月10日発行）、ISBN 4-86127-317-X
3. 第3巻（2007年9月10日発行） 、ISBN 978-4-86127-424-4
4. 第4巻（2008年3月10日発行） 、ISBN 978-4-86127-478-7
5. 第5巻（2008年11月10日発行）、ISBN 978-4-86127-539-5
6. 第6巻（2009年8月25日発行）、ISBN 978-4-86127-645-3
7. 第7巻（2012年5月29日発行） 、ISBN 978-4-8000-0000-2
8. 第8巻（2013年5月29日発行） 、ISBN 978-4-8000-0156-6
9. 第9巻（2014年5月29日発行） 、ISBN 978-4-8000-0306-5
10. 第10巻（2015年5月29日発行） 、ISBN 978-4-8000-0459-8